# Високий Тауерн (національний парк)
Високий Тауерн (нім. Nationalpark Hohe Tauern) — національний парк в Австрії, що розташований у землях Каринтія, Тіроль та Зальцбург. Займає площу 1834 км2, він є найбільшим заповідником Центральної Європи і найстарішим національним парком Австрії (заснований у 1981 р).

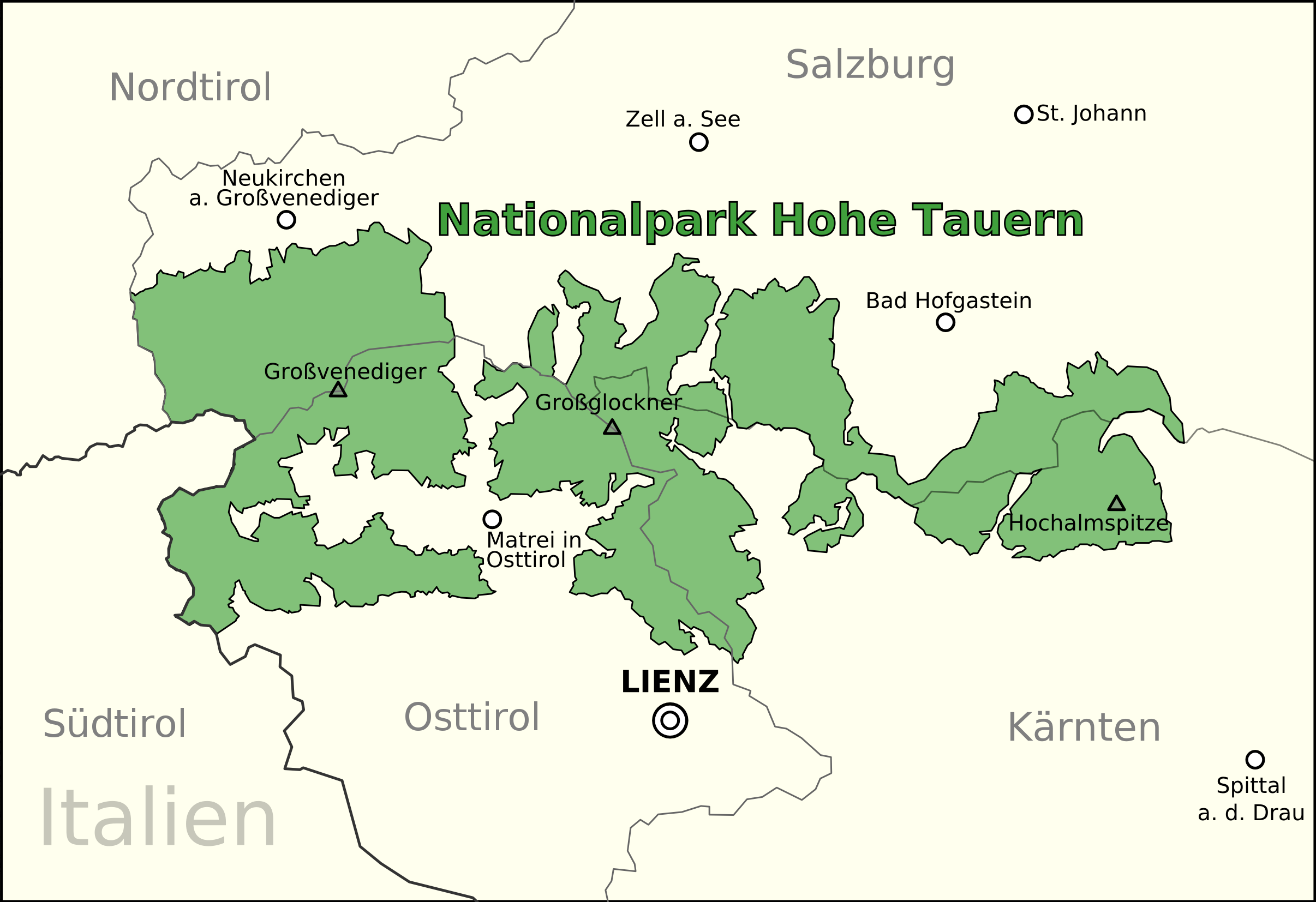
Мапа територій, що належать національному парку

Під його охороною перебуває центральна частина гірського масиву Високий Тауерн — найвищого хребта Австрії, з його 12-ми тритисячниками, серед яких і найвища вершина країни — Гросглокнер (3798 м).

## Історія
Він був заснований у 1971 році, у цей час глави провінцій Каринтія, Тіроль і Зальцбург вирішили об'єднати землі для створення заповідної зони.

## Географія
Парк розташований в дуже гарній незабудованій території східних Альп, займаючи територію 1800 квадратних кілометрів. Високий Тауерн — найбільший із шести національних австрійських парків. У центральній його частині розташовані величезні гори, льодовикові потічки і льодовики. Один із льодовикових струмків є джерелом для водоспаду Кріммль. Периферія парку представленагірськими луками, огороджувальними територію лісами, і альпійськими пасовищами.